# U-363 (tàu ngầm Đức)
U-363 là một tàu ngầm tấn công  Lớp Type VII thuộc phân lớp Type VIIC được Hải quân Đức Quốc Xã chế tạo trong Chiến tranh Thế giới thứ hai. Nhập biên chế năm 1943, nó đã thực hiện được bảy chuyến tuần tra, nhưng không đánh chìm được mục tiêu nào. U-363 đã sống sót qua cuộc xung đột, đầu hàng cùng lực lượng Đồng Minh tại Narvik, Na Uy vào ngày 9 tháng 5, 1945, rồi cuối cùng bị đánh đắm ngoài khơi Ireland trong khuôn khổ Chiến dịch Deadlight vào ngày 31 tháng 12, 1945.

## Thiết kế và chế tạo

### Thiết kế

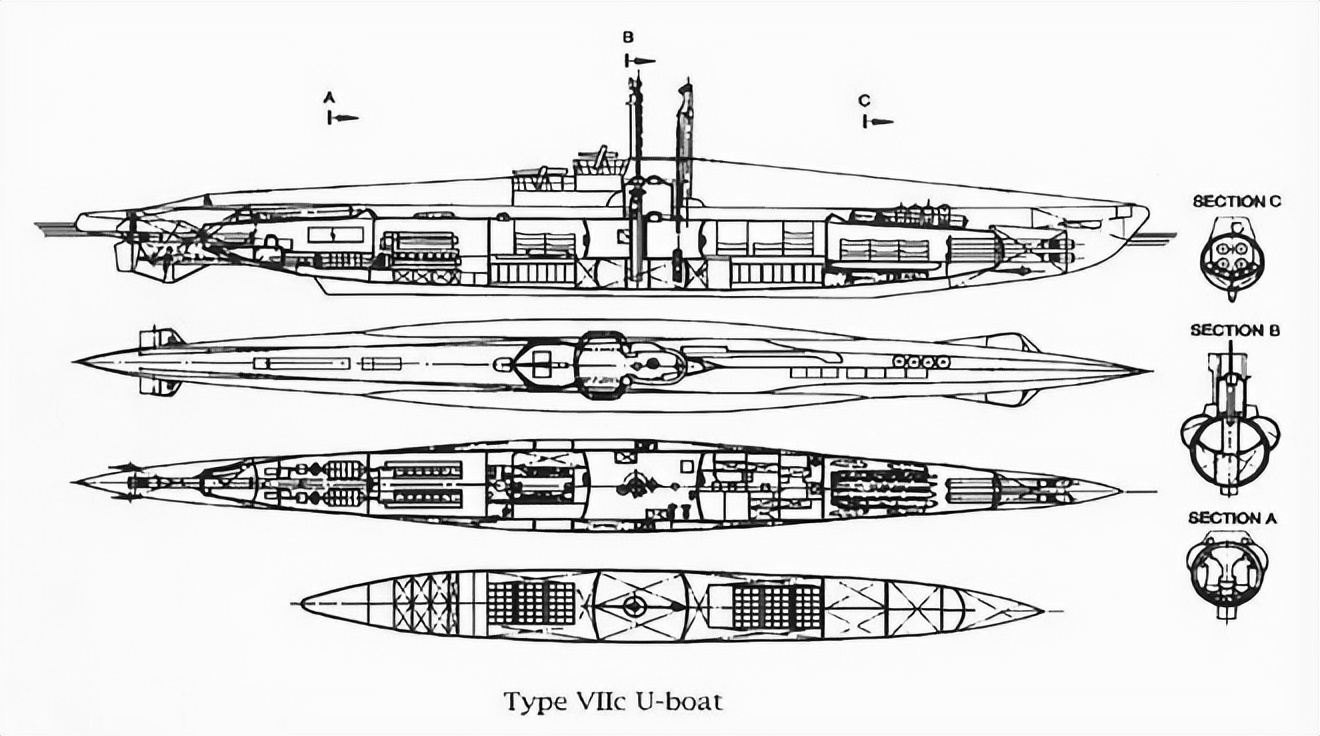
Sơ đồ các mặt cắt một tàu ngầm Type VIIC

Phân lớp VIIC của Tàu ngầm Type VII là một phiên bản VIIB được kéo dài thêm. Chúng có trọng lượng choán nước 769 t (757 tấn Anh) khi nổi và 871 t (857 tấn Anh) khi lặn). Con tàu có chiều dài chung 67,10 m (220 ft 2 in), lớp vỏ trong chịu áp lực dài 50,50 m (165 ft 8 in), mạn tàu rộng 6,20 m (20 ft 4 in), chiều cao 9,60 m (31 ft 6 in) và mớn nước 4,74 m (15 ft 7 in).
Chúng trang bị hai động cơ diesel Germaniawerft F46 siêu tăng áp 6-xy lanh 4 thì, tổng công suất 2.800–3.200 PS (2.100–2.400 kW; 2.800–3.200 bhp), dẫn động hai trục chân vịt đường kính 1,23 m (4,0 ft), cho phép đạt tốc độ tối đa 17,7 kn (32,8 km/h), và tầm hoạt động tối đa 8.500 nmi (15.700 km) khi đi tốc độ đường trường 10 kn (19 km/h). Khi đi ngầm dưới nước, chúng sử dụng hai động cơ/máy phát điện AEG GU 460/8-276 tổng công suất 750 PS (550 kW; 740 shp). Tốc độ tối đa khi lặn là 7,6 kn (14,1 km/h), và tầm hoạt động 80 nmi (150 km) ở tốc độ 4 kn (7,4 km/h). Con tàu có khả năng lặn sâu đến 230 m (750 ft).
Vũ khí trang bị có năm ống phóng ngư lôi 53,3 cm (21 in), bao gồm bốn ống trước mũi và một ống phía đuôi, và mang theo tổng cộng 14 quả ngư lôi, hoặc tối đa 22 quả thủy lôi TMA, hoặc 33 quả TMB. Tàu ngầm Type VIIC bố trí một hải pháo 8,8 cm SK C/35 cùng một pháo phòng không 2 cm (0,79 in) trên boong tàu. Thủy thủ đoàn bao gồm 4 sĩ quan và 40-56 thủy thủ.

### Chế tạo
U-363 được đặt hàng vào ngày 20 tháng 1, 1941, và được đặt lườn tại xưởng tàu của hãng Flensburger Schiffbau-Gesellschaft ở Flensburg vào ngày 23 tháng 12, 1941. Nó được hạ thủy vào ngày 7 tháng 12, 1942, và nhập biên chế cùng Hải quân Đức Quốc Xã vào ngày 18 tháng 3, 1943 dưới quyền chỉ huy của Hạm trưởng, Trung úy Hải quân Wolf-Werner Wilzer.

## Lịch sử hoạt động

### 1944
Sau khi hoàn tất việc huấn luyện và chạy thử máy trong thành phần Chi hạm đội U-boat 8, U-363 được điều sang Chi hạm đội U-boat 11 để hoạt động trên tuyến đầu từ ngày 1 tháng 6, 1944, rồi lại được điều sang Chi hạm đội U-boat 13 từ ngày 15 tháng 9.

#### Chuyến tuần tra thứ nhất
Sau khi thực hiện các chuyến đi ngắn từ Kiel, Đức sang cảng Bergen, Na Uy vào cuối tháng 5, 1944, U-363 khởi hành từ Bergen vào ngày 29 tháng 5 cho chuyến tuần tra đầu tiên trong chiến tranh Sau khi hoạt động trong vùng biển Na Uy, nó kết thúc chuyến tuần tra tại Bogenbucht (về phía Tây Narvik) vào ngày 29 tháng 6.

#### Chuyến tuần tra thứ hai và thứ ba
U-363 thực hiện chuyến tuần tra thứ hai khi xuất phát từ Bogenbucht vào ngày 4 tháng 8 để hoạt động tại vùng biển Bắc Cực chung quanh đảo Bear. Nó kết thúc chuyến tuần tra tại Narvik vào ngày 2 tháng 9. 
Chuyến tuần tra tiếp theo trong biển Bắc Cực của U-363 được tiến hành từ ngày 2 tháng 9 đến ngày 6 tháng 10, cùng xuất phát và kết thúc tại Narvik.

#### Chuyến tuần tra thứ tư và thứ năm
U-363 lại xuất phát từ Narvik vào ngày 15 tháng 10 cho chuyến tuần tra thứ tư. Chiếc tàu ngầm đã vượt qua mũi North để hoạt động tại khu vực biển Barents cho đến khi quay trở về Kilbotn vào ngày 11 tháng 11.
Trong chuyến tuần tra thứ năm, U-363 rời Kilbotn vào ngày 28 tháng 11 để hoạt động trong biển Barents xa hơn về phía Tây, đến tận ngoài khơi bán đảo Kola ở lối ra vào cảng Murmansk. Nó kết thúc chuyến tuần tra tại Narvik vào ngày 8 tháng 12.

### 1945

#### Chuyến tuần tra thứ sáu và thứ bảy
Sau khi thực hiện các chuyến đi ngắn giữa Narvik, Trondheim và Kilbotn vào cuối năm 1944 và đầu năm 1945, U-363 lại xuất phát từ Kilbotn vào ngày 12 tháng 3 cho chuyến tuần tra thứ sáu, và quay trở về Kilbotn vào ngày 31 tháng 3.
U-363 thực hiện chuyến tuần tra thứ bảy, cũng là chuyến cuối cùng, khi xuất phát từ Kilbotn vào ngày 18 tháng 4, và kết thúc khi quay trở về Narvik vào ngày 8 tháng 5.

#### Số phận
Sau khi Đức Quốc xã chấp nhận đầu hàng, U-363 cùng 14 tàu U-boat Đức khác còn lại tại căn cứ Narvik được phía Đồng Minh chỉ thị đi đến Skjomen để tránh đụng độ với lực lượng Na Uy. Đến ngày 15 tháng 5, chúng cùng năm hạm tàu nổi khác của Đức lên đường đi sang Trondheim để đầu hàng. Trên đường đi họ bắt gặp Đội hộ tống 9 của Anh, và U-363 chính thức đầu hàng lực lượng Đồng Minh vào ngày 17 tháng 5. Các tàu U-boat được áp giải sang Loch Eriboll, Scotland, đến nơi vào ngày 19 tháng 5. Sau đó trong khuôn khổ Chiến dịch Deadlight, U-313 được kéo đến Loch Ryan và bị đánh đắm bởi hỏa lực hải pháo từ các tàu khu trục HMS Onslaught và ORP Błyskawica vào ngày 31 tháng 12, 1945 tại tọa độ 55°45′B 8°18′T / 55,75°B 8,3°T.

### "Bầy sói" tham gia
U-363 từng tham gia tám bầy sói:
- Trutz (2 - 28 tháng 6, 1944)
- Trutz (17 - 30 tháng 8, 1944)
- Zorn (29 tháng 9 - 1 tháng 10, 1944)
- Grimm (1 - 2 tháng 10, 1944)
- Panther (16 tháng 10 - 10 tháng 11, 1944)
- Stier (28 tháng 11 - 4 tháng 12, 1944)
- Hagen (13 - 21 tháng 3, 1945)
- Faust (21 tháng 4 - 1 tháng 5, 1945)